# Municipio de Gilbert
El municipio de Gilbert (en inglés: Gilbert Township) es un municipio ubicado en el condado de Hand en el estado estadounidense de Dakota del Sur. En el año 2010 tenía una población de 33 habitantes y una densidad poblacional de 0,36 personas por km².

## Geografía
El municipio de Gilbert se encuentra ubicado en las coordenadas 44°35′27″N 98°45′58″O / 44.59083, -98.76611. Según la Oficina del Censo de los Estados Unidos, el municipio tiene una superficie total de 92.74 km², de la cual 92,74 km² corresponden a tierra firme y (0 %) 0 km² es agua.

## Demografía
Según el censo de 2010, había 33 personas residiendo en el municipio de Gilbert. La densidad de población era de 0,36 hab./km². De los 33 habitantes, el municipio de Gilbert estaba compuesto por el 100 % blancos. Del total de la población el 0 % eran hispanos o latinos de cualquier raza.